# Antrostomus noctitherus
Antrostomus noctitherus е вид птица от семейство Caprimulgidae. Видът е застрашен от изчезване.

## Разпространение
Видът е разпространен в Пуерто Рико.